# Фијат дино
Фијат дино (Fiat Dino) (Тип 135) је спортски аутомобили произвођен од стране Фијата од 1966 до 1973. Име дино је добио по Фераријевом дино V6 мотору, који је произвођен од стране Фијата а да би Ферари могао да учествује са њим у тркама Формуле 2.
Мотор је напред постављен а вуча је позади, у периоду од 1966-1969 уграђивани су 2.0 L мотори од 118 kW (158 КС) а од 1969-1973 2.4 L од 132 kW (177 КС) такође је и додат суфикс 2400 да означи нови мотор. Фијат дино 2400 осим јачег мотора имао је и независно задње вешање, веће квачило, нови мењач, веће гуме и веће диск кочнице. Укупно је произведно 7803 аутомобила од чега су 74% купеи а 26% роадстери.
Фијат дино је настао као последица промена правила у Формули 2 1965 године. Наиме нова правила су налагала да мотори у Формули 2 буду из серијске производње (или развијени од серијски произведених мотора) и да су из аутомобила чија производња није мања од 500 комада годишње. Пошто Ферари није поседовао производне капацитете за тако нешто постигао је договор са Фијатом који је обзнањен 1. марта 1965.